# 莫萨·皮雅杰
莫萨·皮雅杰（英語：Moša Pijade；1890年1月4日—1957年3月15日），犹太人、塞尔维亚族，是塞尔维亚、南斯拉夫的党和国家领导人，铁托的亲密战友，南斯拉夫共产主义者联盟中央主席团执行局委员，南斯拉夫社会主义联邦共和国执行委员会副主席（副总理）、国民议会主席。

## 生平
1890年，出生于贝尔格莱德。1905年，在贝尔格莱德艺术职业学校学习。1906年，赴慕尼黑和巴黎学画。1910年，回贝尔格莱德当美术工人、记者。1920年，入党。6月，作为多瑙河区党委组织书记，参加南共二大。1921年，任《有组织的工人》编辑，并创建《独立工会》和《自由之声》。1922年，参加巴尔干共产主义联盟第二次代表大会。1924年，在贝尔格莱德创建南共中央秘密刊物《共产主义者》秘密传播。
1925年，被捕，判处12年徒刑。1939年，出狱，在塞尔维亚的农村工作委员会工作。1941年，二次被捕。12月，任南斯拉夫人民解放军和游击队最高司令部经济部主任。1942年，起草《人民解放委员会的建制和任务的条例》。11月，参加南斯拉夫反法西斯人民解放委员会第一次会议，为南斯拉夫反法西斯人民解放委员会委员。1943年，参加南斯拉夫反法西斯人民解放委员会第二次会议，为南斯拉夫反法西斯人民解放委员会主席团副主席。1944年，为民主联邦南斯拉夫临时人民议会议员。
1945年，任南斯拉夫国民议会主席团副主席。1946年，为南斯拉夫联邦议会议员。1948年，南共五大，为南共中央政治局委员，作了关于南共纲领草案说明的报告。1952年，南共六大，为南共中央执行委员会委员。1953年，任南斯拉夫联邦立法委员会主席，主持宪法修订工作。还兼任南斯拉夫执行委员会副主席（副总理）。1954年，当选为南斯拉夫联邦人民共和国国民议会主席。1957年，率领南斯拉夫议会代表团访问英国，在回国途中病逝于法国巴黎。

## 译著
- 《资本论》
- 《政治经济学的批判》
- 《共产党宣言》
- 《哲学的贫困》